# Danilo Hondo

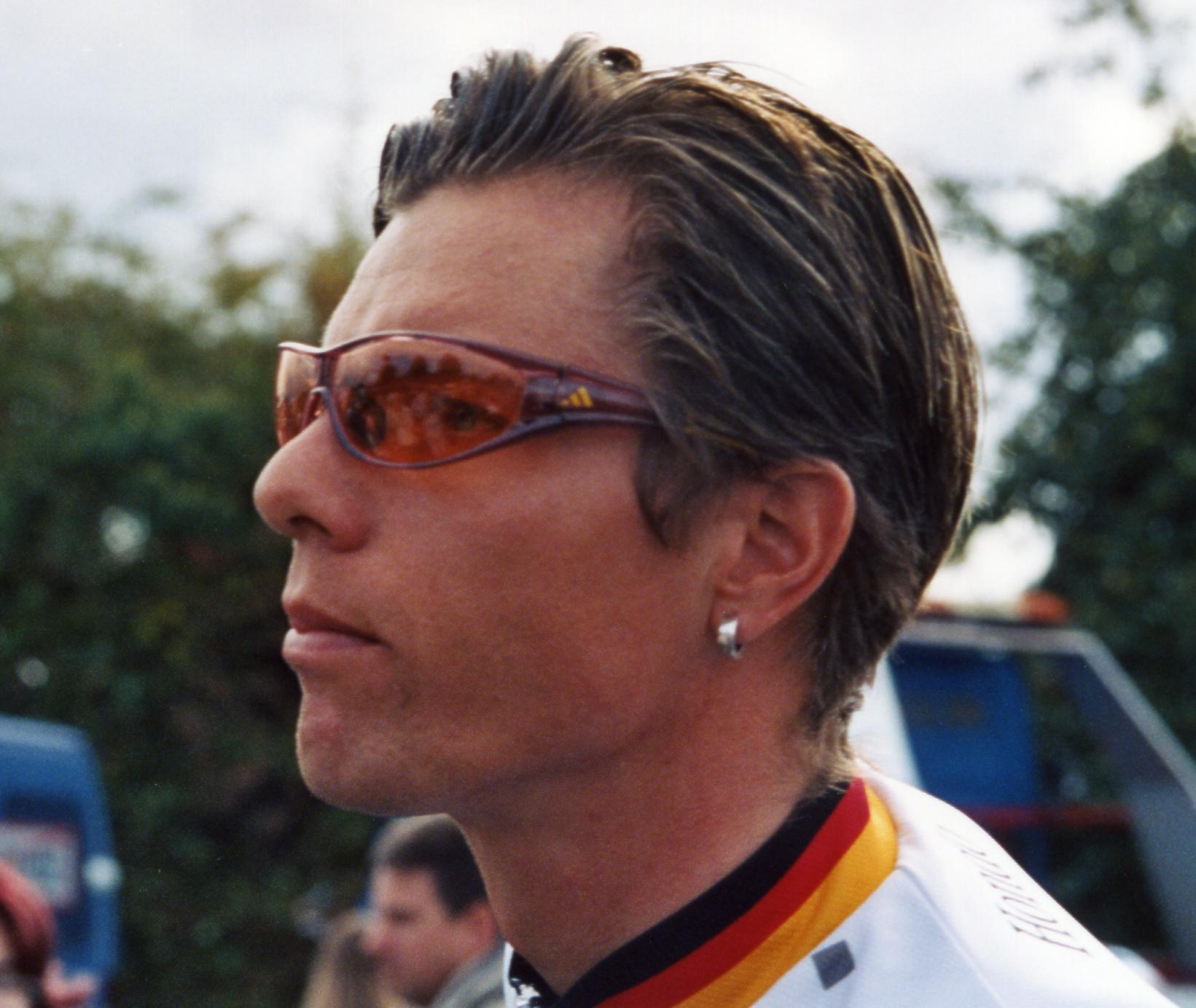
Danilo Hondo lors du Paris-Tours 2002

Danilo Hondo est un coureur cycliste allemand né le 4 janvier 1974 à Guben en Allemagne, professionnel entre 1997 et 2014. Sa spécialité est le sprint, il a remporté plus de 40 victoires dans sa carrière. Considéré comme l'un des meilleurs sprinteurs allemands des années 2000, il reste malgré tout méconnu et caché dans l'ombre de son compatriote Erik Zabel. Parmi ses victoires, il a notamment remporté deux étapes du Tour d'Italie et le championnat d'Allemagne 2002. En raison d'un contrôle antidopage positif en 2005, il est suspendu pendant deux ans. Il termine sa carrière de coureur à la fin de la saison 2014. En 2015, il devient l'entraîneur des espoirs suisses. Entre 2017 et 2019, il occupe également le poste de sélectionneur de l'équipe Suisse élites.

## Biographie

### Les débuts chez Telekom (1999-2003)
Danilo Hondo passe professionnel en 1997 dans l'équipe Agro-Adler avec finalement un total de sept victoires. Il signe en 1999 dans la prestigieuse équipe Telekom où se trouvent notamment Erik Zabel, Jan Ullrich et Andreas Klöden. Il remporte cette année-là 3 victoires, toutes obtenues lors de la même course, la Course de la Paix, où il s'impose lors des 1re, 4e et 5e étapes. Il obtient aussi de nombreuses places d'honneur dont la 11e place du Tour des Pays-Bas après avoir fini 2e d'une étape. En fin de saison il participe au Tour d'Espagne, il se fait remarquer sur la 8e étape où il termine 5e d'un sprint remporté par son compatriote Marcel Wüst. Pour son premier grand tour, il le termine à la 90e place.
En 2000, Hondo est reconduit chez Telekom. Il obtient 2 victoires, et comme l'année précédente, il les obtient lors de la Course de la Paix où il gagne les 3e et 5e étapes. Il participe aussi au Paris-Nice où il obtient la 2e place de l'étape qui se termine à Nevers. Il est également engagé en septembre sur la Vuelta, où il se classe deux fois parmi les dix premiers. Il ne termine pas ce Tour d'Espagne.
En 2001, toujours chez Telekom avec un statut de second sprinter de l'équipe derrière Zabel. Il remporte 4 victoires dans une saison principalement ponctuée par de nombreuses places d'honneur. En début de saison, il termine 2e d'une étape du Tour méditerranéen et deux fois 3e sur cette même course. Quelques jours plus tard sur le Paris-Nice il finit 2e de la dernière étape. Il remporte la première victoire de sa saison lors des Trois Jours de La Panne, en gagnant la première étape. Puis fin avril sur le Tour de Romandie, il termine 2e de la 6e étape. En mai, il participe au Tour d'Italie où il se révèle comme un sprinteur du niveau international. En effet, il gagne 2 étapes, la 3e et la 4e. Il termine également trois fois 2e, battu trois fois par Mario Cipollini. Il finit deuxième du classement par points remporté par Massimo Strazzer. En août, il s'engage sur le Tour des Pays-Bas, où il remporte une étape. Il participe en fin de saison au Tour d'Espagne mais il ne gagne pas d'étape, il termine au mieux 2e de la 17e étape. À la fin de l'année il se classe 34e au classement mondial UCI.
En 2002, il remporte 3 victoires. Dès le mois de janvier sur le Tour Down Under en Australie, il termine 2e d'une étape. Au mois d'avril, il termine 20e du Gand-Wevelgem puis remporte une étape sur le Tour de Catalogne. Le 30 juin, il devient champion d'Allemagne de la course en ligne devant son compagnon d'échappée Uwe Peschel. Grâce à cette victoire[réf. souhaitée], il participe au Tour de France où il est très peu en vue. Début août, il finit 11e de la HEW Cyclassics. En septembre, il remporte une étape du Tour de Hesse. Il finit également 4e de Paris-Bruxelles. Enfin, en octobre, il est sélectionné au championnat du monde sur route qu'il termine en 20e position.
En 2003, il gagne 2 étapes de la Course de la Paix. Cette année sera marquée par le grand nombre de podiums qu'il accumule au fil de la saison. Ainsi il finit trois fois 2e dans des étapes sur le Tour de Basse-Saxe et une fois 3e, il termine également 2e du Tour de Cologne, deux fois 2e sur le Regio-Tour, une fois 2e et deux fois 3e sur la Course de la Paix, une fois 2e d'une étape sur le Tour du Danemark et une fois 2e d'une étape du Circuit de la Vallée du Rhin. Un total de 14 podiums et de 29 "Top 10". À la fin de la saison, il quitte l'équipe pour la Gerolsteiner.

### La confirmation chez Gerolsteiner (2004)
Arrivé en 2004 chez Gerolsteiner avec le statut de leader pour les sprints, Hondo doit faire face à la concurrence du jeune sprinteur allemand Heinrich Haussler ainsi qu'à Robert Förster. Cette saison est la plus prolifique de sa carrière. Il remporte 9 victoires dont 4 au Tour de Basse-Saxe. Au mois de mars il remporte une étape lors des Trois Jours de La Panne et finit 2e du classement général. Ensuite il termine 2e du Tour de Cologne, comme la saison précédente. En plus des 4 victoires sur le Tour de Basse-Saxe, il finit également 6e du classement général. Quelques jours plus tard, il termine 2e du Grand Prix de Francfort. En mai, il gagne un contre-la-montre individuel lors des Quatre Jours de Dunkerque et finit 5e de l'épreuve. En juin, sur le Tour d'Allemagne, il finit deux fois 2e, à Kulmbach et à Leipzig. Quelques jours plus tard, il remporte une étape du Tour de Catalogne. En juillet, il participe au Tour de France où il accumule les places parmi les dix premiers. Il finit 3e aux Champs-Élysées. Par la suite, il gagne une étape du Tour du Poitou-Charentes, termine premier du Grand Prix Bruno Beghelli, finit 2e de Paris-Tours. Il se classe 14e du championnat du monde et termine la saison à la 12e place mondiale.

### Dopage et victoires avec Lamonta (2005-2006)

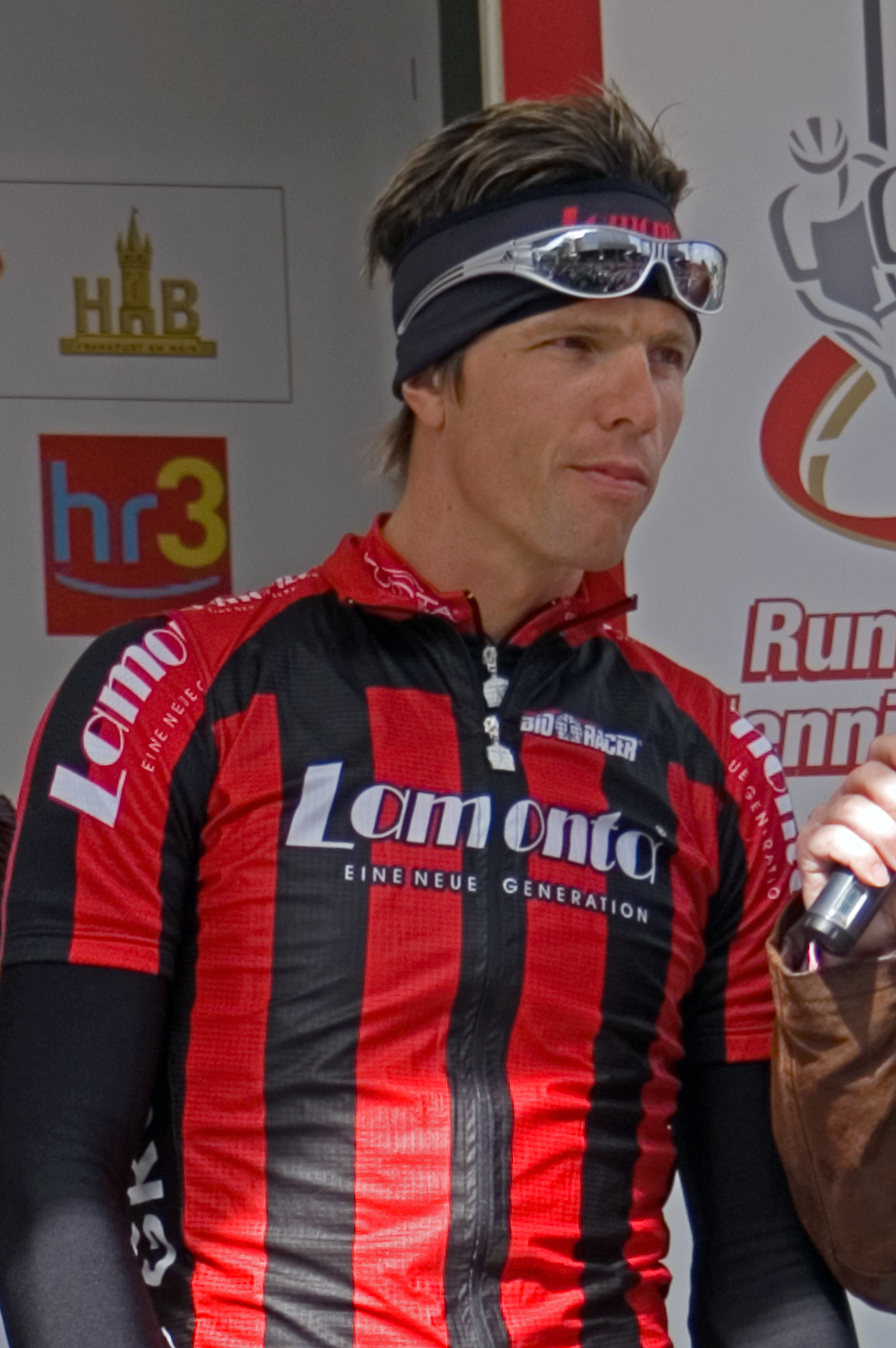
Danilo Hondo avec le maillot du Team Lamonta

En mars 2005, il remporte deux étapes sur le Tour de Murcie, mais il est contrôlé deux fois positif au carphédon, un stimulant, ce qui lui vaut une suspension de deux ans. Entre-temps il termine 4e de Tirreno-Adriatico et 2e de Milan-San Remo. Cependant, il obtient le droit de courir en attendant le résultat de son appel, où il a nié s'être dopé et évoqué un bidon mal nettoyé, à cette suspension et signe donc dans une nouvelle équipe pour la saison 2006, le Team Lamonta. Fin avril, il termine deuxième du Tour de Basse-Saxe derrière Alessandro Petacchi, vainqueur des 5 étapes de la course. Début mai, il termine troisième du Grand Prix de Francfort, épreuve où il avait fini à la seconde place en 2004. Quelques jours plus tard, il remporte deux étapes de la Course de la Paix et garde pendant deux jours le maillot de leader. À la fin de la course, il remporte le classement du meilleur sprinteur. Le 21 mai, il gagne le Neuseen Classics devant des coureurs essentiellement allemands et polonais. Au mois de juin, il remporte deux étapes du Circuito Montañés et termine 13e du championnat d'Allemagne. En juillet, il s'impose sur la deuxième étape du Tour de Saxe. Au mois d'aout, il termine 3e du Regio Tour en s'imposant au cours de la 1re étape, puis un mois après il remporte le Circuit de l'Escaut en devançant notamment Simone Cadamuro, Baden Cooke ou encore Steffen Radochla. Lors de la même semaine, il s'illustre une nouvelle fois en terminant deuxième du Circuit franco-belge derrière le Belge Kevin Van Impe. Au total, il remporte 8 victoires lors de cette saison 2006. Il signe pour la saison 2007 avec l'équipe italo-russe Tinkoff Credit Systems.

### Rattrapé par le Tribunal arbitral du sport (2007)
En 2007, tout juste arrivé chez Tinkoff, il est rattrapé par le Tribunal arbitral du sport (TAS) qui estime que Hondo n'a pas purgé sa peine intégralement et qu'il doit le faire. L'Agence mondiale antidopage demande au TAS de prolonger sa suspension, celui-ci confirme cette suspension et interdit à Hondo de participer aux courses cyclistes jusqu'à janvier 2008. Hondo qui ne dispute aucune course cette saison a annoncé vouloir désormais "attendre la fin de sa suspension" pour reprendre la route professionnelle.

### Retour chez les professionnels (2008-2014)
En 2008, il débarque dans l'équipe vénézuélienne Serramenti essentiellement constituée de grimpeurs comme Gilberto Simoni ou Michele Scarponi. Il lève les bras une seule fois sur la 4e étape du Tour de Langkawi au mois de février. Il participe au Tour d'Italie où il termine notamment troisième de la 3e étape. Deux mois plus tard, il termine 12e du Tour de Turquie et finit le Tour de Toscane à la 9e place. L'équipe le sélectionne pour le Tour d'Italie où il obtient une troisième place sur la 3e étape remportée par Daniele Bennati. Il terminera le Giro à la 104e place. La suite de la saison est en dents de scie, quelques places d'honneur sur des étapes du Tour d'Autriche ou du Tour de Slovénie et des places d'honneur sur des classiques automnales : 8e du Grand Prix de Fourmies, 4e du Mémorial Cimurri et 8e du Tour du Piémont. Cette saison blanche du mois de mars jusqu'à la fin de la saison dans une équipe surtout dévouée au duo italien Scarponi-Simoni ce l'incite à changer d'équipe la saison suivante[réf. nécessaire].
En 2009, il signe avec l'équipe tchèque PSK Whirlpool. Il remporte 3 victoires dont une étape du Tour du Portugal.
En 2010, il change une nouvelle fois d'équipe et rejoint la Lampre. Il obtient une neuvième place au Tour des Flandres, termine 17e des Trois Jours de La Panne et remporte une étape du Tour de Sardaigne. Il est sélectionné pour le Giro avec pour objectif de gagner une étape. Il cumule les places d'honneur, troisième, quatrième, huitième. Lors de la 17e étape, il termine deuxième derrière le Français Damien Monier. Le lendemain il termine 5e de l'étape remportée par son compatriote André Greipel. Le 22 juin, il prolonge son contrat de deux ans avec la Lampre. Cinq jours plus tard, il termine 11e du championnat d'Allemagne en ligne en réglant le sprint du peloton 4 minutes et 35 secondes après le vainqueur, Christian Knees. En juillet, il participe au Tour de France avec pour objectif de gagner une étape et d'aider Alessandro Petacchi dans la quête du maillot vert. Mission à moitié réussie, Petacchi remporte le classement par points mais Hondo ne remporte pas d'étapes, il ne se classe que trois fois parmi les 20 premiers dont une 13e place à Montargis. En fin d'année, il remporte les  Six jours de Zurich avec Robert Bartko.  Fin 2014, il met un terme à sa carrière au sein de l'équipe Trek Factory Racing, dans laquelle il a notamment soutenu les jeunes sprinteurs de l'équipe.

### L'après carrière

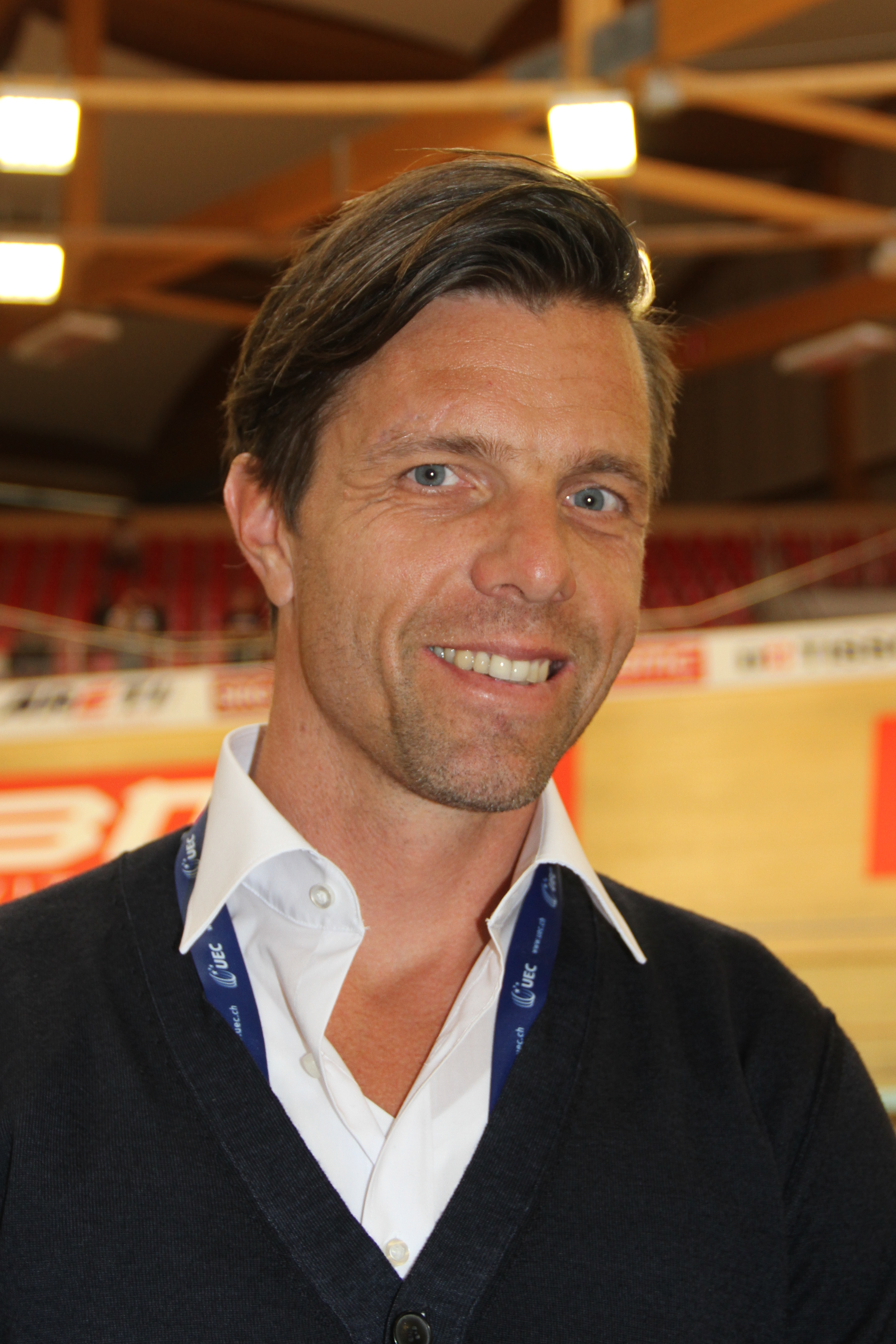
Danilo Hondo (2015)

En 2011, dans une interview accordée au journal allemand Süddeutsche Zeitung, Hondo exprime le souhait de continuer à travailler dans le cyclisme en tant que manager. Pour cela il dit avoir la possibilité de regrouper 10 millions d'euros de budget avec ses propres interlocuteurs.
Finalement, il met un terme à sa carrière professionnelle à l'issue de la saison 2014. Hondo qui vit en Suisse dans le canton du Tessin depuis de nombreuses années, devient à compter du 1er janvier 2015 l'entraîneur de l'équipe de Suisse espoirs. Le 20 juillet 2016, il est nommé pour les Jeux olympiques en tant qu'adjoint de Luca Guercilena, le sélectionneur de la Suisse. En décembre 2016, il est officiellement nommé sélectionneur de l'équipe Suisse élites, à la place de Guercilena, tout en conservant sa place de sélectionneur des espoirs. En 2018, le Suisse Marc Hirschi devient champion du monde et d'Europe espoirs.
Le 12 mai 2019, Hondo reconnait avoir utilisé les transfusions sanguines en 2011, méthode proposée par le médecin Mark Schmidt, au centre d'un vaste réseau de dopage et de l'opération Aderlass. Il est immédiatement licencié par Swiss Cycling. En novembre 2020, il déclare à un tribunal de Munich que lui et son coéquipier de la Lampre, Alessandro Petacchi, avaient utilisé les services du docteur Mark Schmidt pour le dopage sanguin au cours de la saison 2012,. Hondo est suspendu en 2022 pour huit ans de tout sport et de toute fonction dans un sport. Cette sanction est ramenée à cinq ans et demie du fait de ses aveux et pour avoir collaboré avec les autorités.

## Palmarès et résultats

### Palmarès sur route
| - 1993 - 2e du championnat d'Allemagne du contre-la-montre par équipes - 1994 - 2e du championnat d'Allemagne du contre-la-montre par équipes - 1995 - 3e de l'Erzgebirgsrundfahrt - 1996 - Classement général du Tour de la Méditerranée - Prologue du Berliner Etappenfahrt (contre-la-montre par équipes) - 1997 - 1re étape du Tour de l'Ain - 4e étape du Tour de Saxe - 1998 - 5e étape du Tour du Chili - 2e étape de la Course de la Paix - 2e étape du Tour de Pologne - 5e, 8e, 9e, 11e et 12e étapes du Tour de Saxe - 4e, 7e, 8e, 10ea et 10eb étapes du Tour de Basse-Saxe - 1re étape du Regio Tour - 2e étape du Tour de Hesse - 3e d'À travers Gendringen - 1999 - 1re, 4e et 5e étapes de la Course de la Paix - 1re étape du Regio Tour - 2000 - Grand Prix de Buchholz - 3e et 5e étapes de la Course de la Paix - 1reb étape du Tour de Suède - 2001 - 1re étape des Trois Jours de La Panne - 2e et 3e étapes du Tour d'Italie - 5e étape du Tour des Pays-Bas - Tour de Berne - 1re étape du Tour du Danemark - 2002 - Champion d'Allemagne sur route - 2e étape du Tour de Catalogne - 3e étape du Tour de Hesse - 2e étape du Tour de Rhénanie-Palatinat - 2003 - 1re et 2e étapes de la Course de la Paix - 2e du Tour de Cologne | - 2004 - 1re étape des Trois Jours de La Panne - 1re, 2e, 4e et 5e étapes du Tour de Basse-Saxe - 5e étape des Quatre Jours de Dunkerque (contre-la-montre) - 5e étape du Tour de Catalogne - 1re étape du Tour du Poitou-Charentes - Grand Prix Bruno Beghelli - 2e de Paris-Tours - 2e des Trois Jours de La Panne - 2e du Tour de Cologne - 2e du Grand Prix de Francfort - 3e du Trofeo Alcúdia - 4e du Grand Prix de Plouay - 2005 - 1re et 2e (contre-la-montre) étapes du Tour de Murcie - 2e de Milan-San Remo - 4e de Tirreno-Adriatico - 2006 - Circuit des bords flamands de l'Escaut - 2e et 3e étapes de la Course de la Paix - Neuseen Classics - Rund um die Braunkohle - 2e et 3e étapes du Circuito Montañés - 2e étape du Tour de Saxe - 1re étape du Regio-Tour - 2e du Tour de Basse-Saxe - 2e du Circuit franco-belge - 3e du Regio-Tour - 3e du Tour de Rijke - 3e du Circuit du Houtland - 3e du Championnat des Flandres - 2008 - 4e étape du Tour de Langkawi - 2009 - 5e étape de la Course de Solidarność et des champions olympiques - 7e étape du Tour du Portugal - Prague-Karlovy Vary-Prague - 2e de la Coppa Bernocchi - 2010 - 4e étape du Tour de Sardaigne - 2e de la Coppa Bernocchi - 9e du Tour des Flandres |  |

### Par course

#### Championnats
- Championnat d'Allemagne sur route (2002)

#### Courses d'un jour
- Grand Prix de Buchholz (2000)
- Tour de Berne (2001)
- Grand Prix Bruno Beghelli (2004)
- Circuit des bords flamands de l'Escaut (2006)
- Neuseen Classics - Rund um die Braunkohle (2006)
- Prague-Karlovy Vary-Prague (2009)

#### Courses par étapes
- Classement général du Tour de la Méditerranée (1996)
- 10 étapes de la Course de la Paix (1998, 1999, 2000, 2003 et 2006)
- 9 étapes du Tour de Basse-Saxe (1998 et 2001)
- 7 étapes du Tour de Saxe (1997, 1998 et 2006)
- 3 étapes du Regio-Tour (1998, 1999 et 2006)
- 2 étapes du Tour de Hesse (1998 et 2002)
- 2 étapes des Trois Jours de La Panne (2001 et 2004)
- 2 étapes du Tour d'Italie (2001)
- 2 étapes du Tour de Catalogne (2002 et 2004)
- 2 étapes du Tour de Murcie (2005), dont un contre-la-montre
- 2 étapes du Circuito Montañés (2006)
- 1 contre-la-montre par équipes du Berliner Etappenfahrt (1996)
- 1 étape du Tour de l'Ain (1997)
- 1 étape du Tour du Chili (1998)
- 1 étape du Tour de Pologne (1998)
- 1 étape du Tour de Suède (2000)
- 1 étape du Tour des Pays-Bas (2001)
- 1 étape du Tour du Danemark (2001)
- 1 étape du Tour de Rhénanie-Palatinat (2002)
- 1 contre-la-montre des Quatre Jours de Dunkerque (2004)
- 1 étape du Tour du Poitou-Charentes (2004)
- 1 étape du Tour de Langkawi (2008)
- 1 étape de la Course de Solidarność et des champions olympiques (2009)
- 1 étape du Tour du Portugal (2009)
- 1 étape du Tour de Sardaigne (2010)

### Résultats sur les grands tours

#### Tour de France
5 participations
- 2002 : 104e
- 2004 : 106e
- 2010 : 135e
- 2011 : 109e
- 2012 : 86e

#### Tour d'Italie
7 participations
- 2001 : 91e, vainqueur des 2e et 3e étapes
- 2002 : abandon
- 2008 : 104e
- 2010 : non-partant (19e étape)
- 2011 : non-partant (13e étape)
- 2013 : 96e
- 2014 : 114e

#### Tour d'Espagne
4 participations
- 1999 : 90e
- 2000 : abandon
- 2001 : 93e
- 2010 : 108e

### Classements mondiaux
| Année                  | 2006 | 2007 | 2008 | 2009 | 2010 | 2011 | 2012 | 2013 | 2014 |
| ---------------------- | ---- | ---- | ---- | ---- | ---- | ---- | ---- | ---- | ---- |
| Calendrier mondial UCI |      |      |      |      | 116e |      |      |      |      |
| UCI World Tour         |      |      |      |      |      |      | nc   | 212e | nc   |
| UCI Asia Tour          |      |      | 118e | 48e  |      |      |      |      |      |
| UCI Europe Tour        | 2e   |      | 188e | 28e  |      |      |      |      |      |

## Palmarès sur piste

### Championnats du monde
- Palerme 1994
  -  Champion du monde de poursuite par équipes (avec Andreas Bach, Guido Fulst et Jens Lehmann)
- Manchester 1996
  -  Médaillé de bronze de la poursuite par équipes

### Championnats du monde juniors
- 1991
  -  Médaillé d'argent de la course aux points juniors
  -  Médaillé d'argent de la poursuite par équipes juniors
- 1992
  -  Médaillé d'argent de la poursuite par équipes juniors

### Six jours
- Six Jours de Zurich : 2010 (avec Robert Bartko)

### Championnats d'Allemagne
- 1994
  - 2e de la poursuite par équipes
- 1995
  - 2e de la poursuite par équipes
- 1999
  - 2e de la poursuite par équipes